# Trần Quốc Ẩn
Trần Quốc Ẩn (sinh 1961) là một họa sĩ, người viết thư pháp Việt Nam. Ông đã xác lập 05 kỷ lục Việt nam, trong đó có 04 kỷ lục về thư pháp. Gần đây, tác phẩm sử thi Hoa Lư thi tập bằng thư pháp chữ Việt của ông đã được Liên minh kỷ lục thế giới xác lập và  hiện đang được đề nghị UNESCO công nhận là di sản tư liệu thế giới. Tác phẩm Thi vân Yên Tử bằng thư pháp chữ Việt đã được xác lập kỷ lục châu Á Thái Bình Dương và đã được Đại học Kỷ lục thế giới tôn vinh năm 2014.

## Tiểu sử
Trần Quốc Ẩn sinh ngày 22 tháng 11 năm 1961 tại thành phố Nha Trang, tốt nghiệp Âm nhạc năm 1984 tại trường Âm nhạc Huế (nay là Học viện âm nhạc Huế), được phân công về công tác tại Đoàn ca múa nhạc Hải Đăng Khánh Hòa nhưng đến năm 1997 thì bỏ về nhà mở tiệm vẽ quảng cáo, nghiên cứu thư pháp và vẽ tranh thủy mặc.

## Kỷ lục Việt Nam
Năm 2001 Trần Quốc Ẩn đã tổ chức triển lãm đầu tiên tại Nha Trang. Những năm sau cho đến nay ông đã tổ chức và tham gia rất nhiều cuộc triển lãm trên cả nước. Đã có năm tác phẩm được Trung tâm sách kỷ lục Việt Nam (VIETBOOKS) xác nhận Kỷ Lục Việt Nam. Trong năm 2003 là cuốn sách Nhật ký trong tù được giới truyền thông đánh giá là độc đáo nhất Việt Nam, dưới dạng thư pháp chữ Việt kích cỡ 50x100 cm và nặng 40 kg, tác phẩm này được giải Tinh hoa Việt nam tại Festival Huế 2002, và giải những cuốn sách vàng tại hội sách TP. Hồ Chí Minh năm 2004. Hiện được lưu giữ tại Bảo tàng Hồ Chí Minh. Quyển sách thư pháp này đã được trình với Đại tướng Võ Nguyên Giáp tại nhà riêng của Đại tướng ở Hà nội vào cuối năm 2005. Một tác phẩm khác thực hiện năm 2005, là câu đối dài nhất Việt Nam với độ dài 30 m và rộng 2,4 m. Câu đối sử dụng cây cọ viết dài 50 cm và nghiên mực nặng 36 kg, câu đối này được viết tại chỗ ở nhà văn hóa thanh niên thành phố Hồ chí Minh nhân kỷ niệm 30 năm ngày giải phóng miền nam và hiện được lưu giữ tại Cty FaHaSa Thành phố Hồ Chí Minh. Hai tác phẩm vừa được xác lập kỷ lục Việt nam là: Hoa lư thi tập (2010)Vừa được tổ chức Liên minh kỷ lục thế giới trao giấy chứng nhận "tác phẩm độc bản giá trị" tại Hoàng thành Thăng long Hà nội(05/5/2016). Hiện lưu giữ tại bảo tàng di sản văn hóa, và Thi vân Yên Tử (2012). Tác phẩm Thi vân Yên Tử sau này đã được xác lập kỷ lục châu á Thái bình dương và được đại học kỷ lục thế giới tôn vinh... Hiện đang được lưu giữ tại Thiền viện Trúc Lâm Yên Tử.
Trần Quốc Ẩn cũng đã hoàn thành bộ sưu tập hơn 100 đĩa sứ có họa chân dung của một số văn nghệ sĩ trong và ngoài nước mà ông yêu thích và đã gặp, và trên mỗi đĩa của mỗi nhân vật đều có chữ ký của chính họ. Bộ sưu tập này vừa được Tổ chức Kỷ lục Việt nam xác lập ngày 26 tháng 8 năm 2018 và sẽ ra mắt một ngày gần đây.